# イワン・シュレーダー

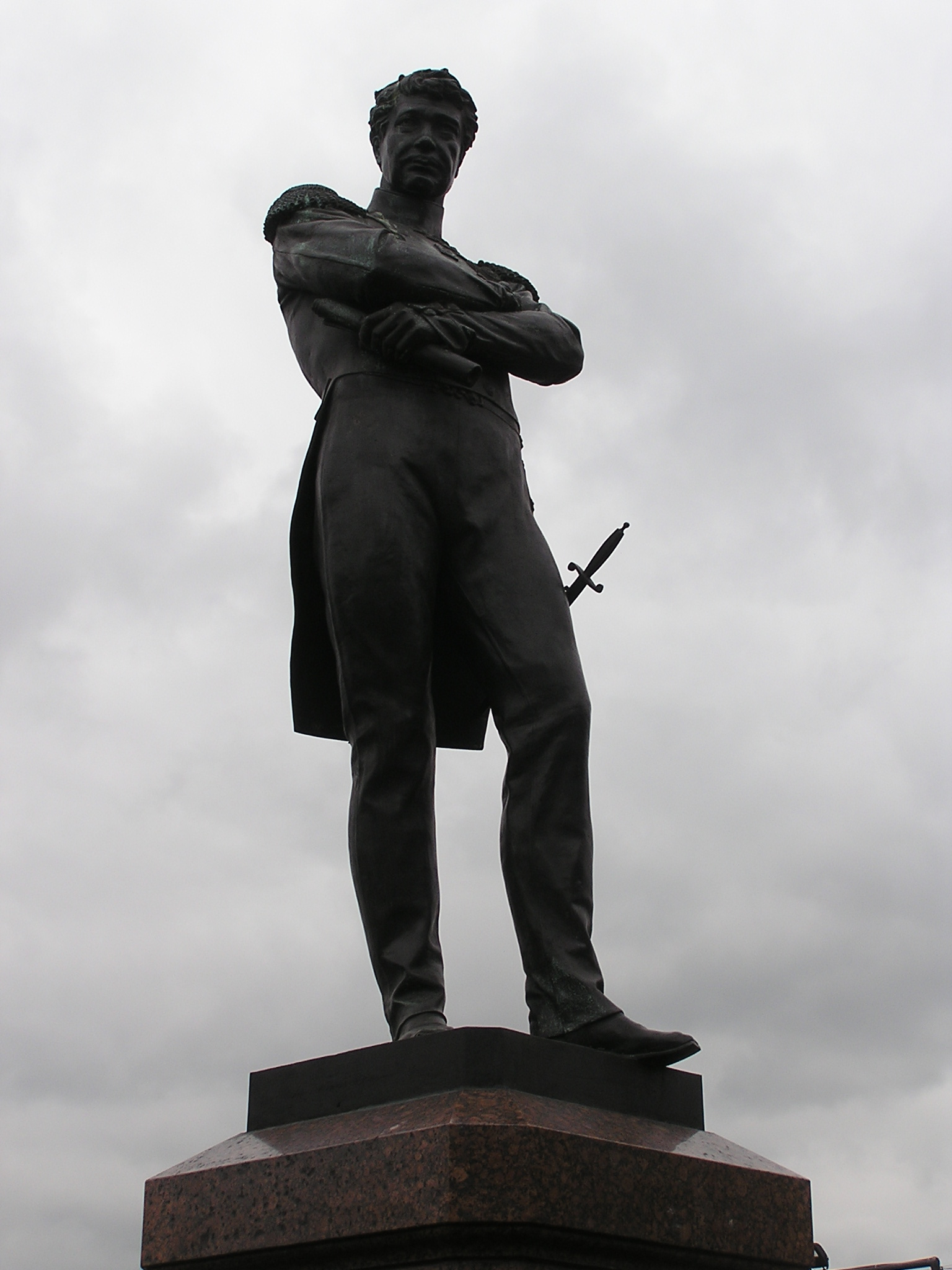
クルーゼンシュテルン提督像。サンクトペテルブルク。

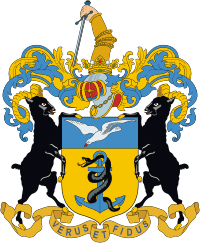
シュレーダー家の紋章

イワン・ニカラエヴィチ・シュレーダー（ロシア語: Ива́н Никола́евич Шре́дер、1835年—1908年）は、ロシアの彫刻家。ロシア帝国の各地に多数の記念碑を制作した。

## 経歴
1835年、ケーニヒスベルクの貴族の家庭に生まれる。父親はリャザン県の知事であった。
貴族幼年学校（Пажеский корпус）で教育を受け、卒業後は近衛兵（Уланский Его Величества лейб-гвардии полк）となる。クリミア戦争（1853年- 1856年）ではセヴァストポリでの戦いにも加わったが、戦後、師であるピョートル・クロット（Peter Clodt、ペーター・クロット＝フォン＝ユルゲンスブルク）の勧めもあり彫刻家となることを決めた。シュレーダーはロシア帝国芸術アカデミーに入り、彫刻家ニコライ・ピメノフ（Пименов, Николай Степанович）の指導を受ける。またミハイル・ミケシンと共にロシア建国一千年祭記念碑像建立にも携わった。
1864年からは4年間南米に渡り、帰国直後の1869年A・I・キリエフスキー（А. И. Киреевский）の胸像で賞を受ける。
その後彫刻家として、ツァールスコエ・セローのエカチェリーナ2世像、サンクトペテルブルクのクルーゼンシュテルン提督像とオルデンブルク公子像、クロンシュタットのベリングスハウゼン提督像、ペトロザヴォーツクのピョートル大帝像、アレクサンドル2世像、キエフにボーブリンスキー伯爵像など数多くの像を制作した。この他、モスクワ、赤の広場にある国立歴史博物館には、コンスタンティン・フォン・カウフマン  (Konstantin von Kaufman) とセヴァストポリの英雄たちの胸像が収蔵されている。セヴァストポリのパーヴェル・ナヒーモフ提督像では聖ウラジーミル勲章（Орден Святого Владимира）を受賞した。
シュレーダー家の紋章は『ロシア帝国貴族の紋章集』第13巻169頁に収められている。

## 関連文献
- 「Шредер, Иван Николаевич」『ブロックハウス・エフロン百科事典: 全86巻（本編82巻と追加4巻）』（ロシア語）、サンクトペテルブルク: ブロックハウス・エフロン、1890年 - 1907年。
- Национальный архив Республики Карелия